# Büdelsdorf
Büdelsdorf település Németországban, Schleswig-Holstein tartományban. Lakosainak száma 10 470 fő (2023. december 31.).

## Népesség
A település népességének változása:
| Lakosok száma | 10 561 | 10 110 | 10 287 | 10 297 | 10 456 | 10 546 | 10 470 |
|               | 1975   | 2015   | 2017   | 2019   | 2021   | 2022   | 2023   |